# ベリ・チャラック
ベリ・チャラック(バスク語: Berri Txarrak)は、スペインのバスク地方で活動するスリーピースのロックバンド。意味はバスク語で「悪い知らせ」(Bad News)。1994年にスペイン・ナバーラ州レクンベリで結成され、バスク語で歌っている。

## 歴史
1994年、17歳のゴルカ・ウルビス（ボーカル・ギター）とアイトール・ゴイコエチェア（ドラム）によるプロジェクトとして、ナバーラ州レクンベリで結成された。さらにミケル・ロペス（ベース）とアイトール・オレハ（ギター）を加え、この4人の体制が2004年まで続いた。当初、ウルビスとゴイコエチェアは別プロジェクトとベリ・チャラックを並行していたが、1997年にはベリ・チャラックに専念するようになった。6曲入りのデモテープをリリースした後、バンドは別のデモテープや新人コンテストでいくつかの賞を受賞し、1997年秋に『ベリ・チャラック』（バンド名と同名）をレコーディングすることが認められた。『Lotsarik gabe』、『500 urte ta gero』、『Ardifiziala』のようなシングルのおかげでバスクのロックシーンに飛躍することができた。バンドのメンバーによると、このアルバムは彼らの音楽の先に進むステップであり、後の作品のベースとなったという。
1999年には2ndアルバム『Ikasten』（学ぶ）をリリースした。このアルバムではベリ・チャラックのスタイルが発展し、『Ikusi arte』（またね）、『Ez』（いいえ）、『Ikasten』などの曲は、ライブで多く披露されている。2000年のゼロ・レコーズの『Tributo a Judas Priest』、2001年のGORから出された『Nafarroa, Hitza Dantzan』（ナバーラ、言葉が踊る）など、多数のコンピレーションアルバムに参加している。2年後の2001年、3rdアルバムの『Eskuak/Ukabilak』をリリースした。『Oihu』、『Stereo』、『Biziraun』など何曲かの称賛を受けた曲が収録されており、『Biziraun』はガステア・サリア賞の年間最優秀ソングに選ばれた。このアルバムによってベリ・チャラックはバスク地方外の公衆やメディアの注目も集めた。2003年、バンドは4thアルバムの『Libre』をリリースし、イギリス、デンマーク、ドイツをまわった初のヨーロッパツアーで好意的な批評や知名度を得た。このアルバムはバンド史上もっともハードコアなアルバムである。スパニッシュ・ロック・サウンド・マガジン誌で年間最優秀ロックアルバムに選ばれ、エウスカディ・ガステア誌では最優秀スペイン・アルバムに選ばれた。『Denak ez du balio』、『Hil nintzen eguna』、『Izena, izana, ezina』などの興味深い曲を収録しており、『Denak ez du balio』ではアメリカ合衆国のメロコアバンド、ライズ・アゲインストのティム・マクラスをボーカルのゲストに呼んでいる。
長いツアー後の2004年には、約10年間ともに活動してきた4人のメンバーのうち、ギターのアイトール・オレハが脱退した。2005年、ゴルカ・ウルビス、アイトール・ゴイコエチェア、ミケル・ロペスはスリーピースバンドとして活動していくことを決め、5thアルバムである『Jaio.Musika.Hil』の制作に取り掛かった。このアルバムではエド・ローズをプロデューサーに起用し、Kerrang!誌、Rockzone誌、Mondosonoro誌などで年間最優秀アルバムに選ばれた。メキシコとニカラグアを訪れるツアーを行い、アメリカ合衆国も訪れた。2006年のヨーロッパツアーではライズ・アゲインストのサポートを得た。ツアー中には新曲も発表した。
2005年から2008年にかけて、ボーカルのウルビスはペイレマンス＋(Peiremans＋)やカタマロ(Katamalo)などのプロジェクトでも活動している。2007年3月、ベリ・チャラックは台湾と日本をめぐるツアーを行い、日本では東京の六本木ロック・ファクトリーでライブを行った。その後にはドイツやアイルランドをめぐっている。同年にレッド・ホット・チリ・ペッパーズがバスク州ビルバオで行ったライブでは前座を務めた。2008年7月にはフジ・ロック・フェスティバル（前夜祭）のために再訪日した。
2008年にはドラムのミケル・ロペスが脱退し、ダビド・ゴンサーレスがドラムとして加入した。2008年末、2009年9月にロードランナー・レコードから新アルバムをリリースすることを発表した。レコーディングはアメリカ合衆国・シカゴのエレクトリカル・オーディオ・スタジオでスティーヴ・アルビニによって行われ、この6thアルバムには4thアルバムにも起用したティム・マクラスがゲストに迎えられた。2009年6月29日には自身のMySpaceのページとロードランナー・レコードのウェブサイト上で、『Dortoken Mendean』という新シングルが視聴可能になった。2010年には再度訪日し、日本のエモコアバンドであるBRAHMANと九州ツアー（鹿児島県国分市・大分県大分市）を行った。2010年には初期メンバーでベースのアイトール・ゴイコエチェアが脱退し、ガルデル・イサギレがベースとして加入。このメンバー変更で、ボーカルのゴルカ・ウルビスを除くメンバーは2000年代後半以後に一新された。2011年1月、ベリ・チャラックは『Folklore』という曲で、第10回インデペンデント・ミュージック・アワードの最優秀パンクソングにノミネートされた。2011年は、スリップノットやコーンなどを手掛けた著名プロデューサーのロス・ロビンソンとともに、『Haria』（糸）というタイトルの7thアルバムの制作に没頭した。『Haria』は2012年2月に発表され、様々な国をまわるツアーを行った。2014年には8thアルバム『Denbora Da Poligrafo Bakarra』を発表した。

## メンバー

### 現在のメンバー
- ゴルカ・ウルビス（1994年-） - ボーカル・ギター、時としてピアノを弾くこともある
- ダビド・ゴンサーレス（2008年-） - ドラム
- ガルデル・イサギレ（2010年-） - ベース

### 過去のメンバー
- アイトール・オレハ（1994年-2004年） - ギター
- ミケル・ロペス（1994年-2008年） - ドラム
- アイトール・ゴイコエチェア（1994年-2010年） - ベース

## ディスコグラフィー

### アルバム
- 未発表のデモ （1994年）
- Berri Txarrak （1997年, GOR Diskak）
- Ikasten （1999年, GOR Diskak）
- Eskuak/Ukabilak （2001年, GOR Diskak）
- Libre © （2003年, GOR Diskak）
- Jaio.Musika.Hil （2005年, GOR Diskak）
- Payola （2009年, ロードランナー・レコード）
- Haria （2011年, ロードランナー・レコード）
- Denbora Da Poligrafo Bakarra （2014年）

### EP
- Maketa （1995年）

### コンピレーションアルバム
- Denak ez du balio (SINGLES 1997-2007) （2010年, GOR Diskak）

### ライブアルバム
- Zertarako Amestu （2007年, GOR Diskak）